# Slavín (zámek)
Zámek Slavín je areál s rozhlednou nad obcí Tupadly v okrese Mělník, v chráněné krajinné oblasti Kokořínsko – Máchův kraj.

## Umístění v krajině
Zámek leží v Kokořínské vrchovině na svahu (ve výšce 250 m n. m.) vyvýšené plošiny, přesněji na jejím ostrém jihozápadním výběžku. Ze západní strany omezuje plošinu údolí Liběchovky se silnicí Tupadly – Chudolazy, na jižní straně se táhne Hluboký důl.

## Historie

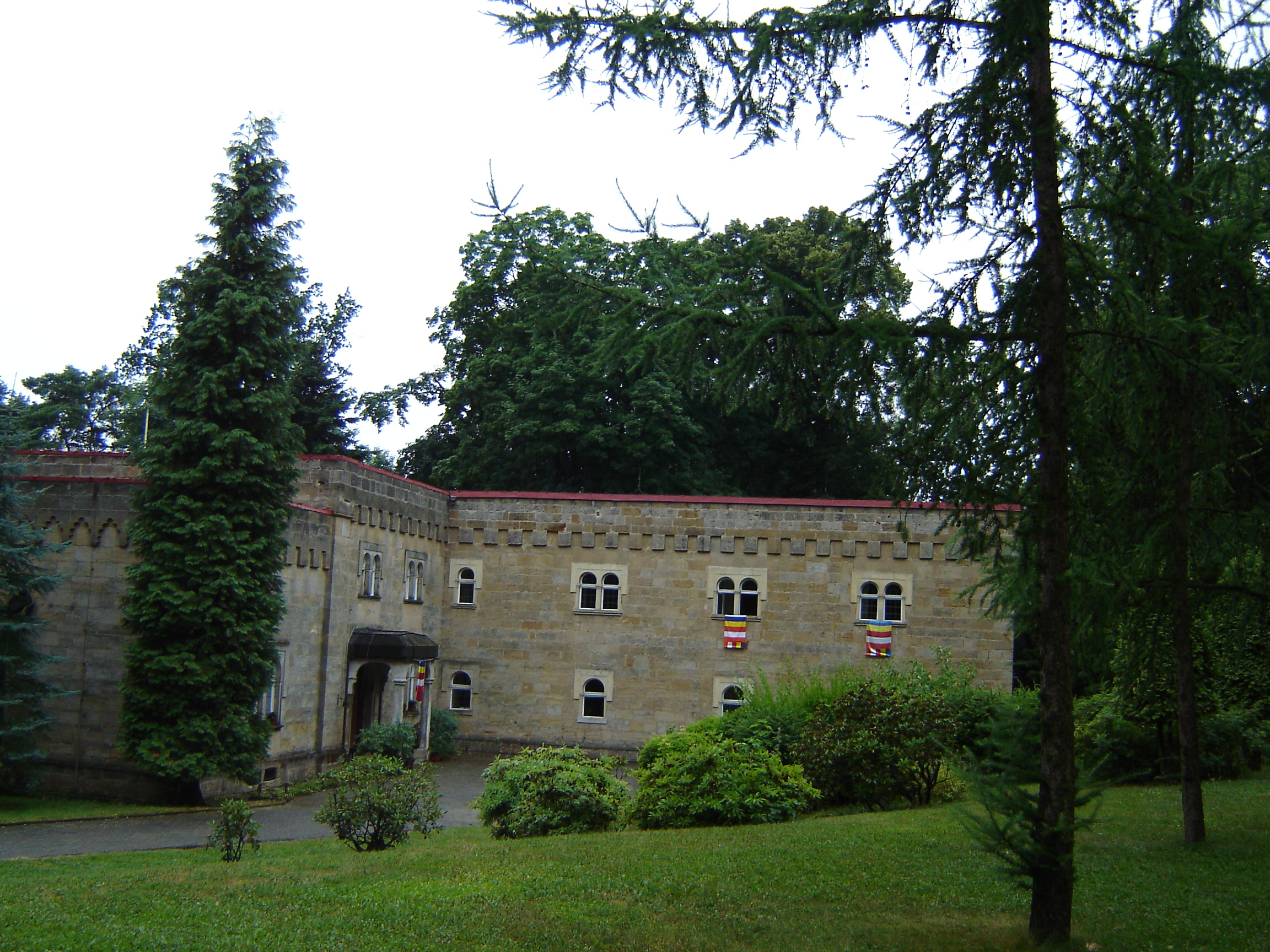
Zámek Slavín

Osmiboký centrální areál s halou národních hrdinů a s rozhlednou v maurském slohu navrhl roku 1837 bavorský malíř architektury Wilhelm Gail, zhotovil k němu také sádrový model. Objekt byl postaven v roce 1840 v místě původní tvrze Kostelec zničené během třicetileté války. Slavín byl součástí Liběchovského panství, které vlastnil podnikatel Antonín Veith. Veith původně plánoval po vzoru řezenské Walhally a mnichovského i pařížského Pantheonu výstavbu rozsáhlého stavebního komplexu se dvěma nebo čtyřmi věžemi, avšak kvůli nedostatku financí stačil postavit pouze část areálu s jednou věží.

## Účel
Celý objekt měl sloužit jako památník národních hrdinů jak ze slovanské mytologie, tak z historie a kultury. Veith po konzultacích s českými obrozenci, především s historikem Františkem Palackým a básníkem Františkem Matoušem Klácelem, vybral 24 významných osobností české minulosti, jejichž sochařské ztvárnění zadal mnichovskému ateliéru Ludwiga Schwanthalera. Ten stihl vytvořit osm hliněných návrhů (Kněžna Libuše, Přemysl Oráč, Král Vladislav I., Král Přemysl Otakar II., Arnošt z Pardubic, královna Eliška Přemyslovna, Bohuslav Hasištejnský z Lobkovic…) a zemřel. Tyto sochy byly v letech 1848–1867 odlity do bronzu, celý koncept však nebyl nikdy realizován, protože Veith se zadlužil a zemřel. Dědicové v projektu nepokračovali. Osm soch bylo předáno Národnímu muzeu v Praze a jsou tam vystaveny ve vestibulu a na schodišti historické budovy.
Po smrti Antonína Veitha byla v roce 1873 věž v majetku jeho syna zpřístupněna jako rozhledna veřejnosti. Roku 1898 objekt zakoupil Benjamin šlechtic Szalatnay Nagy. Asi od roku 1900 až do druhé světové války byla část objektu, ke které přiléhá kaple z roku 1829, využívána kongregací školských sester. Po válce připadl areál Výzkumnému ústavu půd. V tomto období došlo k uzavření věže pro veřejnost.
V roce 1989 byl objekt zprivatizován a jeho vlastníkem se stalo buddhistické sdružení Samadhi, které ho využívá jako meditační centrum.

## Rozhledna

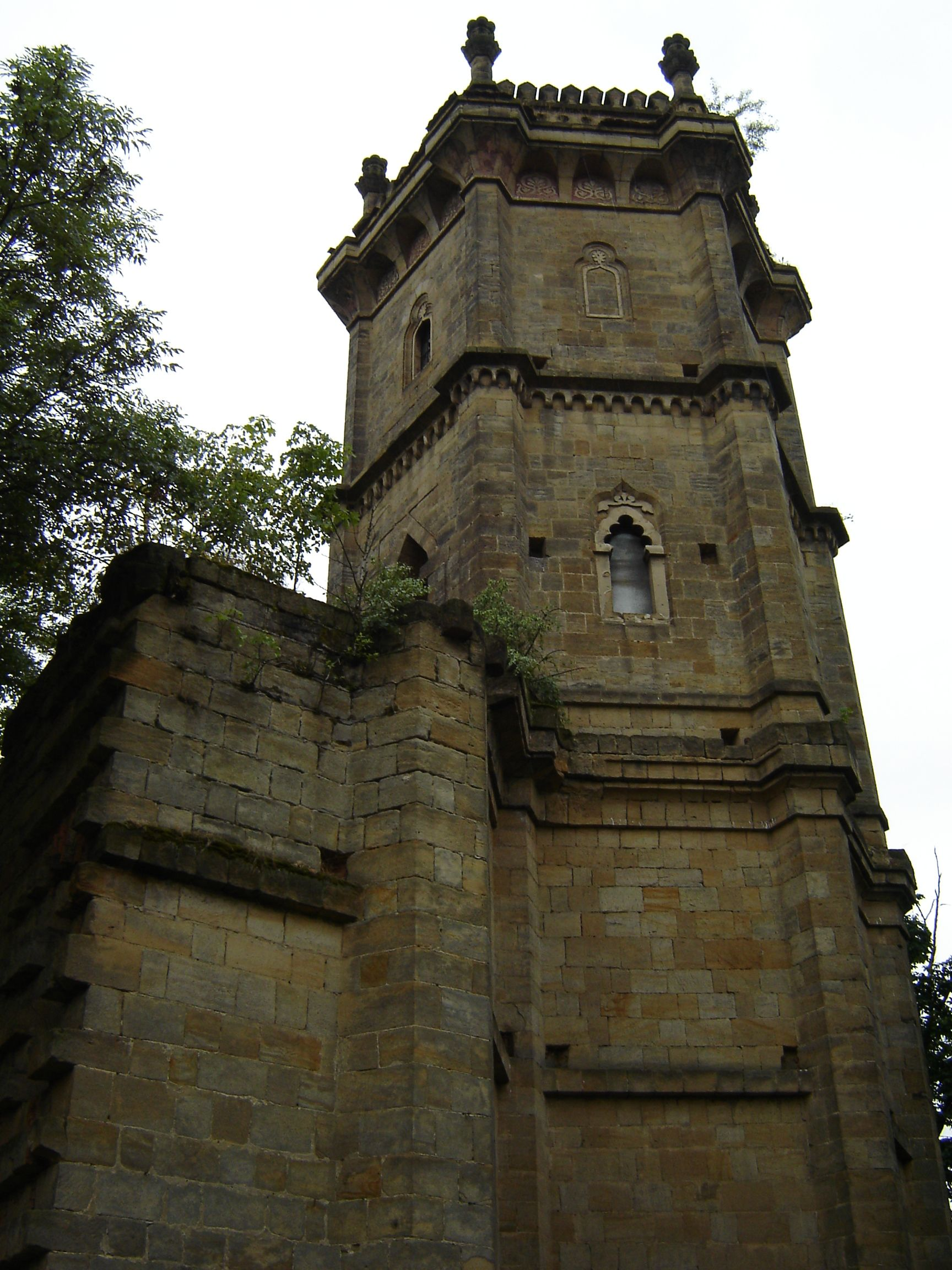
Věž

Kamenná věž objektu, která dosahuje výšky 30 metrů, byla využívána jako rozhledna s výhledem na Polabí a část Českého středohoří. Věž byla veřejnosti přístupná pouze v letech 1873 až 1946. V současnosti je rozhledna veřejnosti nepřístupná.